# Forrest (Illinois)
Pour les articles homonymes, voir Forrest.
Forrest est un village du comté de Livingston dans l'Illinois, aux États-Unis,. Il est situé à l'est du comté et incorporé le 30 juillet 1874.

## Démographie
Lors du recensement de 2010, le village comptait une population de 1 220 habitants. Elle est estimée, en 2016, à 1 167 habitants.

### Source de la traduction
- (en) Cet article est partiellement ou en totalité issu de l’article de Wikipédia en anglais intitulé « Forrest, Illinois » (voir la liste des auteurs).